# 拉索莱达
拉索莱达是巴拿马贝拉瓜斯省索纳区的一个城市，2010年是人口为1,517。 该市2000年时人口为1,589，1990年时人口为1,582。